# Burned
Burned es el décimo episodio de la primera temporada de la serie estadounidense de drama y ciencia ficción, Arrow. El episodio fue escrito por Moira Kirland y Ben Sokolowski, y dirigido por Eagle Egilsson y fue estrenado el 16 de enero de 2013 en Estados Unidos por la cadena CW. En Latinoamérica, Warner Channel estrenó el episodio el 28 de enero de 2013.
Seis semanas después de su lucha con el misterioso arquero, Oliver evita cualquier actividad como el vigilante, a pesar de la insistencia de Diggle, quien le dice que la ciudad lo necesita. Cuando un bombero muere en el cumplimiento del deber, Laurel sospecha que fue asesinado y roba a su padre el teléfono que el vigilante le dio, para contactar con él en busca de ayuda. Oliver descubre que el asesino es Garfield Lynns,un bombero que todos creen que murió años atrás. Oliver le confiesa a Diggle que tiene miedo de que las personas que ama sufran si algo le pasa; Diggle le dice que tener gente por quién preocuparse es una mejor razón que no tener a nadie. Tommy organiza una gala a beneficio de los bomberos en donde Lynns se presenta para vengarse del jefe de los bomberos por no enviar refuerzos a salvarlo en la noche de su accidente. Aunque Oliver salva al jefe, Garfield se suicida. El Detective Lance descubre el engaño de Laurel y planta un dispositivo en el teléfono para controlar su comunicación con el vigilante.

## Argumento
Seis semanas después de su lucha con el misterioso arquero Oliver evita cualquier actividad como el Vigilante, a pesar de la insistencia de Diggle que la ciudad lo necesita. No es hasta cuando un bombero —que resulta ser Danny De La Vega, el hermano de Joanna— muere en el cumplimiento del deber, que Laurel sospecha que fue asesinado y le roba a su padre el teléfono que el Vigilante le dio con el fin de contactar con él en busca de ayuda. Mientras trata de descubrir al culpable de los asesinatos, Oliver es superado en la lucha, pero descubre que el asesino es un bombero de la misma estación en la que Danny prestaba sus servicios y que es conocida bajo el nombre de "Las luciérnagas". Oliver le confiesa a Diggle que por primera vez desde llegó de la isla, tiene miedo de que las personas que ama sufran si algo le pasa; Diggle le dice que tener gente por quién preocuparse es una mejor razón que no tener a nadie. Tras profundizar en su investigación, Oliver se entera de que el asesino es Garfield Lynns, un bombero que se creía había muerto en un incendio varios años antes, pero que sobrevivió con graves quemaduras en todo el cuerpo. Garfield se presenta en la gala benéfica que Tommy organiza a beneficio de los bomberos con la intención de vengarse del jefe de bomberos por no enviar refuerzos a rescatarlo en la noche de su accidente. Aunque Oliver salva el jefe, Garfield se suicida prendiéndose fuego. Mientras tanto, el Detective Lance descubre el engaño y planta un dispositivo en el teléfono para controlar su comunicación con el vigilante.

## Elenco
- Stephen Amell como Oliver Queen.
- Katie Cassidy como Dinah Laurel Lance.
- Colin Donnell como Tommy Merlyn.
- David Ramsey como John Diggle.
- Willa Holland como Thea Queen.
- Susanna Thompson como Moira Queen.
- Paul Blackthorne como el detective Quentin Lance.

## Continuidad
- Joanna De La Vega fue vista anteriormente en An Innocent Man.
- Este episodio marca la primera y única aparición de Garfield Lynns.

- Garfield Lynns/Firefly es un personaje ficticio del Universo DC, conocido por ser enemigo de Batman.

- El Vigilante ha estado ausente durante seis semanas.

- El episodio fue emitido cuatro semanas después Year's End.

## Desarrollo

### Producción
La producción de este episodio comenzó el 10 de octubre y terminó el 18 de octubre de 2012.

### Filmación
El episodio fue filmado del 19 al 30 de octubre de 2012.

### Casting
En octubre de 2012, se dio a conocer que Andrew Dunbar fue contratado para interpretar a Garfield Lynns un villano del universo de Batman conocido como Firefly.

## Recepción

### Recepción de la crítica
Jesse Scheeden, de IGN calificó al episodio de bueno y le otorgó una puntuación de 7.2, diciendo: "Arrow finalmente está de vuelta después de su pausa de media temporada, un poco más lento que la mayoría de las series. Al igual que sus espectadores, Ollie tomó varias semanas de vacaciones, pero no estaba exactamente renovado y listo para saltar de nuevo a la acción como Burned mostró", dice. "No esperaba ver a Ollie tan gravemente afectado por su derrota, pero eso permitió un drama interesante mientras nuestro héroe luchó por traer su cabeza vuelta al juego", y continúa "Mi reacción con el detective Lance y su papel en la serie tiende a variar de una semana a otra, pero me gustó mucho la dirección en que los escritores lo empujaron en los minutos finales. Su aparente aceptación del encapuchado y su relación con Dinah fue fácilmente ganada. La verdad era mucho más interesante -ahora Lance va a utilizar a su hija como un arma contra Ollie. No puedo esperar a ver que eso le explote en la cara". Y sobre la aparición de Firefly, comenta: "Como fue el caso de la banda Royal Flush, Firefly se parecía muy poco a su homónimo en los cómics en términos de apariencia o motivaciones. Los escritores trataron de dar más de una trágica historia de fondo y una trama venganza pero se sentía como una idea de último momento, y creo que habría sido mejor centrarse menos en los porqués de Lynns y más en el enfrentamiento final. Fue allí donde el episodio sufrió la explosión aparentemente obligatoria de diálogo flojo. El no tiene miedo de morir. Tienes miedo de vivir de Ollie era bastante malo. Pero el hecho de que Lynns respondió a la oferta de ayuda con Demasiado tarde. Yo ya estoy quemado, fue vergonzoso". "No fue un comienzo perfecto para la segunda mitad de la temporada 1, pero "Burned" puso algunas nuevas piezas en movimiento y logró hacer uso de algunos de los personajes secundarios menos utilizados", concluyó.

### Recepción del público
El episodio fue visto por 3.06 millones de espectadores, recibiendo 1.1 millones entre los espectadores entre 18-49 años.